# Acquappesa
Acquappesa é uma comuna italiana da região da Calábria, província de Cosenza, com cerca de 2.065 habitantes. Estende-se por uma área de 14 km², tendo uma densidade populacional de 148 hab/km². Faz fronteira com Cetraro, Fagnano Castello, Guardia Piemontese, Mongrassano.

## Demografia
| Variação demográfica do município entre 1861 e 2011                               |
|                                                                                   |
| Fonte: Istituto Nazionale di Statistica (ISTAT) - Elaboração gráfica da Wikipedia |